# Persicaria hirsuta
Persicaria hirsuta är en slideväxtart som först beskrevs av Thomas Walter, och fick sitt nu gällande namn av John Kunkel Small. Persicaria hirsuta ingår i släktet pilörter, och familjen slideväxter. Inga underarter finns listade i Catalogue of Life.